# Junitoïta
La junitoïta és un mineral de la classe dels silicats. Rep el seu nom del mineralogista i cristal·lògraf japonès Jun Ito (1926-1978), de la Universitat de Chicago, als Estats Units.

## Característiques
La junitoïta és un sorosilicat de fórmula química CaZn₂Si₂O₇(H₂O). Cristal·litza en el sistema ortoròmbic. La seva duresa a l'escala de Mohs és 4,5.
Segons la classificació de Nickel-Strunz, la junitoïta pertany a «09.BD: Estructures de sorosilicats (dímers); grups Si₂O₇, amb anions addicionals; cations en coordinació tetraèdrica [4] o major» juntament amb els següents minerals: bertrandita, hemimorfita, axinita-(Fe), axinita-(Mg), axinita-(Mn), tinzenita, vistepita, boralsilita i werdingita.

## Formació i jaciments
Va ser descoberta l'any 1976 a la mina Christmas, al districte de Banner del comtat de Gila (Arizona, Estats Units), on sol trobar-se associada a altres minerals com: xonotlita, tirolita, esfalerita, esmectita, kinoïta, calcita i apofil·lita.